# D-9 (Videoformat)

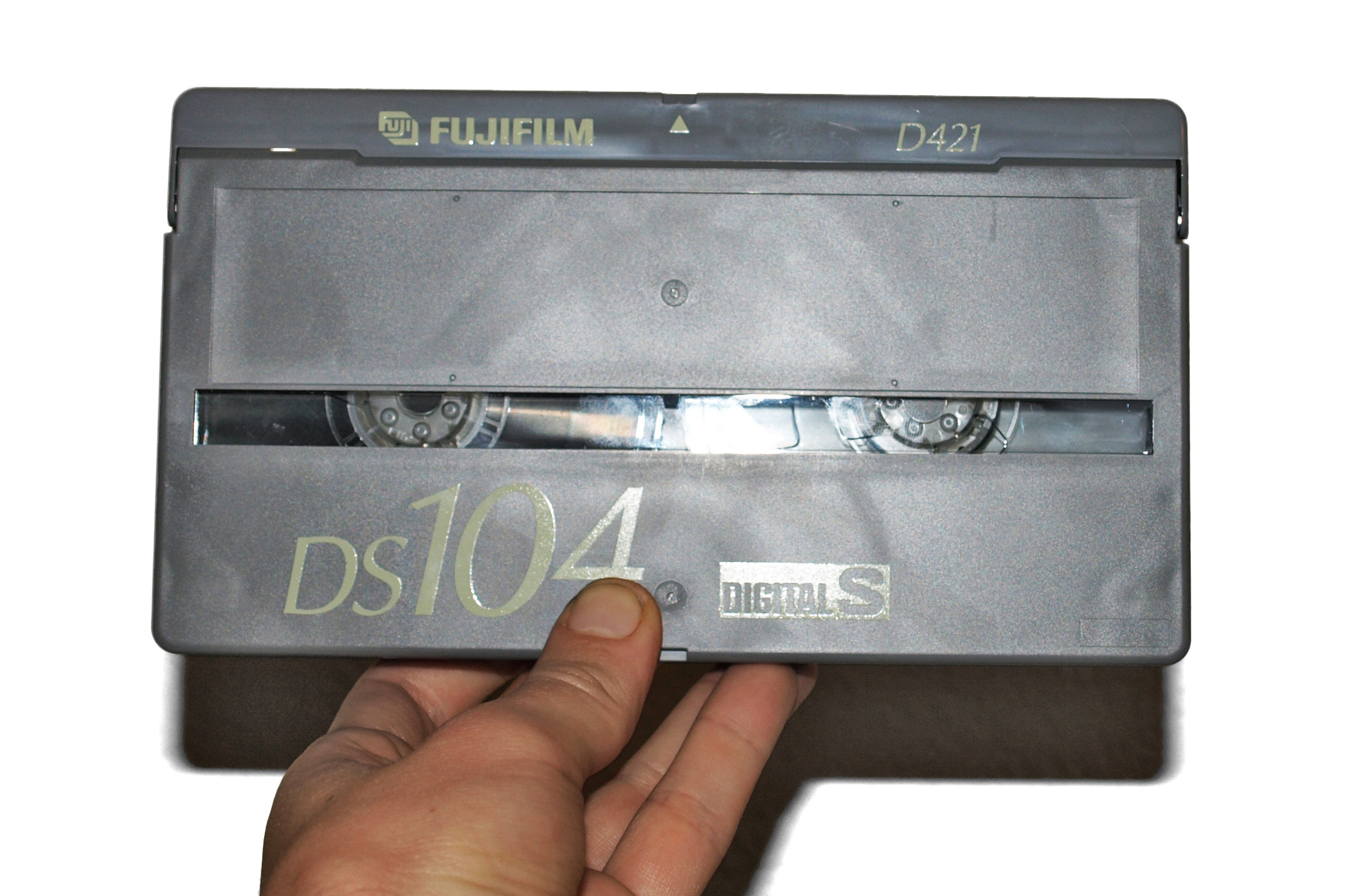
D9-Videokassette

D-9, ursprünglich Digital-S genannt, ist ein professionelles digitales Videobandformat von JVC, welches im Jahr 1995 vorgestellt wurde. Es war ein direkter Konkurrent von Digital Betacam und war sowohl in Europa und Asien verbreitet, als auch  in den USA, hier vor allem durch den Fox News Channel.

## Technik
D-9 verwendet den VHS-Formfaktor, aber das verwendete Bandmaterial hat eine viel höhere Qualität. Für die Aufzeichnung wird DV-Kompression verwendet mit einer Bitrate von 50 Mbit/s. Das Video ist im 4:2:2-Komponenten-Format aufgezeichnet und hat ein Seitenverhältnis von 4:3 oder 16:9. Audio wird mit 16 bit, 48 kHz Modulationsbreite und PCM auf bis zu 4 separaten Spuren aufgezeichnet.

## Weitere Informationen
Obwohl D-9 den gleichen Codec wie MiniDV benutzt, ist die Videobitrate von D-9 signifikant höher als die des "Prosumer"-Formates. Einige der D-9-Studiogeräte sind in der Lage, die Aufnahme schneller abzuspielen und einer Fehlerkorrektur zu unterziehen. Das Ausgangssignal liegt meist an einer SDI-Schnittstelle an. Es gab nur einen andockbaren Recorder zur Benutzung mit mobilen Kameras, dies ist der JVC BR-D40. Mit Adaptern war er u. a. auch an Kameraköpfe von Sony, Ikegami oder Hitachi andockbar, nur die JVC-Camcorder DY-90/90W, DY-70 und DY-700 wurden direkt für das D-9-Format entwickelt.